# Lijst van premiers van Letland
De premier is in Letland na het staatshoofd de belangrijkste positie binnen het bestuur. De eerste premier, Kārlis Ulmanis, trad aan op 19 november 1918. De huidige premier is, sinds 15 september 2023, Evika Siliņa. Tussen 1940 en 1990 had Letland geen premier, omdat Letland toen onder het bestuur viel van de Sovjet-Unie.
De premier is verantwoordelijk voor de activiteiten van het parlement en wordt benoemd door de Minister van Staat.

## Premiers van Letland (1918-heden)
| Premier                              | Premier                              | Ambtstermijn                             | Partij                                          | Kabinet                |
| ------------------------------------ | ------------------------------------ | ---------------------------------------- | ----------------------------------------------- | ---------------------- |
|                                      | Kārlis Ulmanis (1877-1942)           | 19 november 1918 - 11 juni 1920          | Latvijas Zemnieku savienība                     | Lets voorlopig kabinet |
| 20 juni 1920 - 18 juni 1921          | Kārlis Ulmanis (1877-1942)           | Ulmanis I                                | Latvijas Zemnieku savienība                     |                        |
|                                      | Zigfrīds Anna Meierovics (1887–1925) | 19 juni 1921 - 26 januari 1923           | Latvijas Zemnieku savienība                     | Meierovics I           |
|                                      | Jānis Pauļuks (1865–1937)            | 27 januari 1923 - 27 juni 1923           | Onafhankelijk                                   | Pauļuks                |
|                                      | Zigfrīds Anna Meierovics (1887–1925) | 28 juni 1923 - 26 januari 1924           | Latvijas Zemnieku savienība                     | Meierovics II          |
|                                      | Voldemārs Zāmuēls (1872–1948)        | 27 januari 1924 - 18 december 1924       | Onafhankelijk                                   | Zāmuēls                |
|                                      | Hugo Celmiņš (1877–1941)             | 19 december 1924 - 23 december 1925      | Latvijas Zemnieku savienība                     | Celmiņš I              |
|                                      | Kārlis Ulmanis (1877-1942)           | 24 december 1925 - 6 mei 1926            | Latvijas Zemnieku savienība                     | Ulmanis II             |
|                                      | Arturs Alberings (1877–1934)         | 7 mei 1926 - 18 december 1926            | Latvijas Zemnieku savienība                     | Alberings              |
|                                      | Marģers Skujenieks (1886–1941)       | 19 december 1926 - 23 januari 1928       | Latvijas Sociāldemokrātiskā Strādnieku Partija  | Skujenieks I           |
|                                      | Pēteris Juraševskis (1872–1945)      | 24 januari 1928 - 30 november 1928       | Demokrātiskais Centrs                           | Juraševskis            |
|                                      | Hugo Celmiņš (1877–1941)             | 1 december 1928 - 26 maart 1931          | Latvijas Zemnieku savienība                     | Celmiņš II             |
|                                      | Kārlis Ulmanis (1877-1942)           | 27 maart 1931 - 5 december 1931          | Latvijas Zemnieku savienība                     | Ulmanis III            |
|                                      | Marģers Skujenieks (1886–1941)       | 6 december 1931 - 23 maart 1933          | Latvijas Sociāldemokrātiskā Strādnieku Partija  | Skujenieks II          |
|                                      | Ādolfs Bļodnieks (1889–1962)         | 24 maart 1933 - 16 maart 1934            | Latvijas Jaunsaimnieku un sīkgruntnieku partija | Bļodnieks              |
|                                      | Kārlis Ulmanis (1877-1942)           | 17 maart 1934 - 15 mei 1934              | Latvijas Zemnieku savienība                     | Ulmanis IV             |
| 16 mei 1934 - 20 juni 1940           | Kārlis Ulmanis (1877-1942)           | Onafhankelijk                            | Ulmanis V                                       |                        |
|                                      | Augusts Kirhenšteins (1872-1963)     | 20 juni 1940 - 21 juli 1940              | Gekozen door de Sovjet-Unie                     | Kabinet-Kirhenšteins   |
|                                      |                                      | 21 juli 1940 - 7 mei 1990                | Letland onder bestuur van de Sovjet-Unie        |                        |
|                                      | Ivars Godmanis (1951)                | 7 mei 1990 - 3 augustus 1993             | Latvijas Tautas fronte                          | Godmanis I             |
|                                      | Valdis Birkavs (1942)                | 3 augustus 1993 - 15 september 1994      | Latvijas Ceļš                                   | Birkavs                |
|                                      | Māris Gailis (1951)                  | 15 september 1994 - 21 december 1995     | Latvijas Ceļš                                   | Gailis                 |
|                                      | Andris Šķēle (1958)                  | 21 december 1995 - 13 februari 1997      | Onafhankelijk                                   | Šķēle I                |
| 13 februari 1997 - 7 augustus 1997   | Andris Šķēle (1958)                  | Šķēle II                                 | Onafhankelijk                                   |                        |
|                                      | Guntars Krasts (1957)                | 7 augustus 1997 - 26 november 1998       | Voor Vaderland en Vrijheid/LNNK                 | Krasts                 |
|                                      | Vilis Krištopans (1954)              | 26 november 1998 - 16 juli 1999          | Latvijas Ceļš                                   | Krištopans             |
|                                      | Andris Šķēle (1958)                  | 16 juli 1999 - 5 mei 2000                | Tautas partija                                  | Šķēle III              |
|                                      | Andris Bērziņš (1944)                | 5 mei 2000 - 7 november 2002             | Latvijas Ceļš                                   | Bērziņš                |
|                                      | Einars Repše (1961)                  | 7 november 2002 - 9 maart 2004           | Jaunais laiks                                   | Repše                  |
|                                      | Indulis Emsis (1952)                 | 9 maart 2004 - 2 december 2004           | Latvijas Zaļā partija                           | Emsis                  |
|                                      | Aigars Kalvītis (1966)               | 2 december 2004 - 7 november 2006        | Tautas partija                                  | Kalvītis I             |
| 7 november 2006 - 20 december 2007   | Aigars Kalvītis (1966)               | Kalvītis II                              | Tautas partija                                  |                        |
|                                      | Ivars Godmanis (1951)                | 20 december 2007 - 12 maart 2009         | Latvijas Pirmā partija/Latvijas Ceļš            | Godmanis II            |
|                                      | Valdis Dombrovskis (1971)            | 12 maart 2009 - 3 november 2010          | Jaunais laiks                                   | Dombrovskis I          |
| 3 november 2010 - 25 oktober 2011    | Valdis Dombrovskis (1971)            | Jaunais laiks na 6 augustus 2011 Eenheid | Dombrovskis II                                  |                        |
| 25 oktober 2011 - 22 januari 2014    | Valdis Dombrovskis (1971)            | Eenheid                                  | Dombrovskis III                                 |                        |
|                                      | Laimdota Straujuma (1951)            | 22 januari 2014 - 5 november 2014        | Eenheid                                         | Straujuma I            |
| 5 november 2014 - 11 februari 2016   | Laimdota Straujuma (1951)            | Straujuma II                             | Eenheid                                         |                        |
|                                      | Māris Kučinskis (1961)               | 11 februari 2016 - 23 januari 2019       | Liepājās Partija                                | Kučinskis              |
|                                      | Arturs Krišjānis Kariņš (1964)       | 23 januari 2019 - 14 december 2022       | Eenheid                                         | Kariņš I               |
| 14 december 2022 - 15 september 2023 | Arturs Krišjānis Kariņš (1964)       | Kariņš II                                | Eenheid                                         |                        |
|                                      | Evika Siliņa (1975)                  | 15 september 2023 - heden                | Eenheid                                         | Siliņa                 |

## Bron
- Officiële website van de Letse overheid (archive)